# Jaime Alguersuari
Jaime Alguersuari, španski dirkač, * 23. marec 1990, Barcelona, Španija. 
Alguersuari je v sezoni 2008 osvojil naslov prvaka v britanski Formuli 3, kot najmlajši dirkač v zgodovini prvenstva star 18 let in 203 dni. V sezoni 2008 je bil tudi testni dirkač moštva Formule 1, Red Bull Racing. V naslednji sezoni 2009 je bil v prvi polovici sezone testni in rezervni dirkač Red Bullovega drugega moštva, Scuderia Toro Rosso, kjer je od dirke za Veliko nagrado Madžarske nadomestil odpuščenega Sébastiena Bourdaisa. S tem je postal najmlajši dirkač v zgodovini Formule 1 star 19 let in 125 dni, pred tem je rekord držal Mike Thackwell z 19 leti in 182 dnevi. 

## Dirkaški rezultati

### Pregled rezultatov
| Sezona | Serija                                 | Moštvo                | Št. dir. | Dirke                     | Pole                      | Zmage                     | Toč                       | Prv                       |
| ------ | -------------------------------------- | --------------------- | -------- | ------------------------- | ------------------------- | ------------------------- | ------------------------- | ------------------------- |
| 2005   | Italijanska Formula Junior 1600        | Tomcat Racing         |          | 12                        | 2                         | 2                         | 160                       | 3.                        |
| 2005   | Evropska Formula Renault 2.0           | Epsilon Euskadi       |          | 2                         | 0                         | 0                         | 0                         | NC                        |
| 2006   | Italijanska Formula Renault 2.0        | Cram Competition      |          | 15                        | 0                         | 0                         | 56                        | 10.                       |
| 2006   | Evropska Formula Renault 2.0           | Cram Competition      |          | 14                        | 0                         | 0                         | 24                        | 12.                       |
| 2006   | Italijanska zimska Formula Renault 2.0 | Cram Competition      |          | 4                         | 4                         | 4                         | 142                       | 1.                        |
| 2007   | Italijanska Formula Renault 2.0        | Epsilon Red Bull Team |          | 14                        | 3                         | 3                         | 266                       | 2.                        |
| 2007   | Evropska Formula Renault 2.0           | Epsilon Red Bull Team |          | 14                        | 0                         | 0                         | 67                        | 5.                        |
| 2008   | Britanska Formula 3                    | Carlin Motorsport     | 4        | 22                        | 5                         | 6                         | 251                       | 1.                        |
| 2008   | Masters Formule 3                      | Carlin Motorsport     |          | 1                         | 0                         | 0                         | -                         | 8.                        |
| 2008   | Velika nagrada Macaa                   | Carlin Motorsport     |          | 1                         | 0                         | 0                         | -                         | 10.                       |
| 2008   | Španska Formula 3                      | GTA Motor Competition |          | 8                         | 3                         | 2                         | 60                        | 7.                        |
| 2008   | Formula 1                              | Red Bull Racing       |          | Testni dirkač             | Testni dirkač             | Testni dirkač             | Testni dirkač             | Testni dirkač             |
| 2009   | Formula 1                              | Scuderia Toro Rosso   |          | Testni in rezervni dirkač | Testni in rezervni dirkač | Testni in rezervni dirkač | Testni in rezervni dirkač | Testni in rezervni dirkač |
| 2009   | Formula 1                              | Scuderia Toro Rosso   | 11       | 8                         | 0                         | 0                         | 0                         | 24.                       |
| 2009   | World Series by Renault                | Carlin Motorsport     | 10       | 17                        | 1                         | 1                         | 88                        | 6.                        |
| 2010   | Formula 1                              | Scuderia Toro Rosso   | 19       | 0                         | 0                         | 0                         | 5                         | 19.                       |
| 2011   | Formula 1                              | Scuderia Toro Rosso   | 19       | 0                         | 0                         | 0                         | 26                        | 14.                       |

### Formula 1
(legenda) (odebeljene dirke pomenijo najboljši štartni položaj, poševne pa najhitrejši krog, †-uvrščen kljub odstopu)
| Leto | Moštvo              | Šasija          | Motor              | 1      | 2      | 3       | 4      | 5      | 6       | 7      | 8      | 9     | 10     | 11     | 12      | 13      | 14      | 15      | 16     | 17      | 18     | 19     | Prv | Toč |
| ---- | ------------------- | --------------- | ------------------ | ------ | ------ | ------- | ------ | ------ | ------- | ------ | ------ | ----- | ------ | ------ | ------- | ------- | ------- | ------- | ------ | ------- | ------ | ------ | --- | --- |
| 2009 | Scuderia Toro Rosso | Toro Rosso STR4 | Ferrari 056 2.4 V8 | AVS    | MAL    | KIT     | BAH    | ŠPA    | MON     | TUR    | VB     | NEM   | MAD 15 | EU 16  | BEL Ret | ITA Ret | SIN Ret | JAP Ret | BRA 14 | ABU Ret |        |        | 24. | 0   |
| 2010 | Scuderia Toro Rosso | Toro Rosso STR5 | Ferrari 056 2.4 V8 | BAH 13 | AVS 11 | MAL 9   | KIT 13 | ŠPA 10 | MON 11  | TUR 12 | KAN 12 | EU 13 | VB Ret | NEM 15 | MAD Ret | BEL 13  | ITA 15  | SIN 12  | JAP 11 | KOR 11  | BRA 11 | ABU 9  | 19. | 5   |
| 2011 | Scuderia Toro Rosso | Toro Rosso STR6 | Ferrari 056 2.4 V8 | AVS 11 | MAL 14 | KIT Ret | TUR 16 | ŠPA 16 | MON Ret | KAN 8  | EU 8   | VB 10 | NEM 12 | MAD 10 | BEL Ret | ITA 7   | SIN 21  | JAP 15  | KOR 7  | IND 8   | ABU 15 | BRA 11 | 14. | 26  |